# Filmfestival van Venetië 2018
Het 75ste Filmfestival van Venetië was een internationaal filmfestival dat plaatsvond in Venetië, Italië van 29 augustus tot en met 8 september 2018.

## Jury
De internationale jury:
| Naam                                | Beroep                                               | Land                |
| ----------------------------------- | ---------------------------------------------------- | ------------------- |
| Guillermo del Toro (juryvoorzitter) | Filmregisseur                                        | Mexico              |
| Sylvia Chang                        | Actrice, schrijver, zangeres, producent en regisseur | Taiwan              |
| Trine Dyrholm                       | Actrice, zangeres en liedschrijver                   | Denemarken          |
| Nicole Garcia                       | Actrice, filmregisseur en scenarioschrijver          | Frankrijk           |
| Paolo Genovese                      | Regisseur en scenarioschrijver                       | Italië              |
| Małgorzata Szumowska                | Regisseur, scenarioschrijver en producent            | Polen               |
| Taika Waititi                       | Regisseur, scenarioschrijver en acteur               | Nieuw-Zeeland       |
| Christoph Waltz                     | Acteur                                               | Oostenrijk          |
| Naomi Watts                         | Actrice                                              | Verenigd Koninkrijk |

## Officiële selectie

### Binnen de competitie
De volgende films werden geselecteerd voor de internationale competitie. De gearceerde film betreft de winnaar van de Gouden Leeuw.
| Film                                        | Regisseur                        | Land                                                                                              |
| ------------------------------------------- | -------------------------------- | ------------------------------------------------------------------------------------------------- |
| 22 July                                     | Paul Greengrass                  | Vlag van Verenigde Staten                                                                         |
| Acusada                                     | Gonzalo Tobal                    | Vlag van Argentinië · Vlag van Mexico                                                             |
| At Eternity's Gate                          | Julian Schnabel                  | Vlag van Verenigde Staten · Vlag van Frankrijk                                                    |
| Capri-Revolution                            | Mario Martone                    | Vlag van Italië · Vlag van Frankrijk                                                              |
| Doubles vies                                | Olivier Assayas                  | Vlag van Frankrijk                                                                                |
| First Man                                   | Damien Chazelle                  | Vlag van Verenigde Staten                                                                         |
| Frères ennemis                              | David Oelhoffen                  | Vlag van Frankrijk · Vlag van België                                                              |
| Napszállta                                  | László Nemes                     | Vlag van Hongarije · Vlag van Frankrijk                                                           |
| Nuestro tiempo                              | Carlos Reygadas                  | Vlag van Mexico · Vlag van Frankrijk · Vlag van Duitsland · Vlag van Denemarken · Vlag van Zweden |
| Peterloo                                    | Mike Leigh                       | Vlag van Verenigd Koninkrijk · Vlag van Verenigde Staten                                          |
| Roma                                        | Alfonso Cuarón                   | Vlag van Mexico                                                                                   |
| Suspiria                                    | Luca Guadagnino                  | Vlag van Italië                                                                                   |
| The Ballad of Buster Scruggs                | Joel en Ethan Coen               | Vlag van Verenigde Staten                                                                         |
| The Favourite                               | Yorgos Lanthimos                 | Vlag van Verenigd Koninkrijk · Vlag van Ierland · Vlag van Verenigde Staten                       |
| The Mountain                                | Rick Alverson                    | Vlag van Verenigde Staten                                                                         |
| The Nightingale                             | Jennifer Kent                    | Vlag van Australië                                                                                |
| The Sisters Brothers                        | Jacques Audiard                  | Vlag van Frankrijk · Vlag van België · Vlag van Roemenië · Vlag van Spanje                        |
| Vox Lux                                     | Brady Corbet                     | Vlag van Verenigde Staten                                                                         |
| Werk ohne Autor                             | Florian Henckel von Donnersmarck | Vlag van Duitsland                                                                                |
| What You Gonna Do When the World's on Fire? | Roberto Minervini                | Vlag van Italië · Vlag van Verenigde Staten · Vlag van Frankrijk                                  |
| Zan                                         | Shinya Tsukamoto                 | Vlag van Japan                                                                                    |

### Buiten de competitie
De volgende films werden getoond buiten de competitie.

#### Fictie
| Film                    | Regisseur              | Land                                                                            |
| ----------------------- | ---------------------- | ------------------------------------------------------------------------------- |
| A Star Is Born          | Bradley Cooper         | Vlag van Verenigde Staten                                                       |
| A Tramway in Jerusalem  | Amos Gitai             | Vlag van Israël · Vlag van Frankrijk                                            |
| Dragged Across Concrete | S. Craig Zahler        | Vlag van Canada · Vlag van Verenigde Staten                                     |
| Driven                  | Nick Hamm              | Vlag van Verenigd Koninkrijk · Vlag van Verenigde Staten · Vlag van Puerto Rico |
| La quietud              | Pablo Trapero          | Vlag van Argentinië                                                             |
| Les Estivants           | Valeria Bruni Tedeschi | Vlag van Frankrijk · Vlag van Italië                                            |
| L’amica geniale         | Saverio Costanzo       | Vlag van Italië · Vlag van België                                               |
| Mi obra maestra         | Gastón Duprat          | Vlag van Argentinië · Vlag van Spanje                                           |
| Un peuple et son roi    | Pierre Schoeller       | Vlag van Frankrijk · Vlag van België                                            |
| Una Storia Senza Nome   | Roberto Andò           | Vlag van Italië · Vlag van Frankrijk                                            |
| Ying                    | Zhang Yimou            | Vlag van China                                                                  |

#### Non-fictie
| Film                                    | Regisseur                           | Land                                                     |
| --------------------------------------- | ----------------------------------- | -------------------------------------------------------- |
| 1938 - Diversi                          | Giorgio Treves                      | Vlag van Italië                                          |
| A Letter to a Friend in Gaza            | Amos Gitai                          | Vlag van Israël                                          |
| American Dharma                         | Errol Morris                        | Vlag van Verenigde Staten · Vlag van Verenigd Koninkrijk |
| Aquarela                                | Victor Kossakovsky                  | Vlag van Verenigd Koninkrijk · Vlag van Duitsland        |
| Carmine Street Guitars                  | Ron Mann                            | Vlag van Canada                                          |
| El Pepe: Una Vida Suprema               | Emir Kusturica                      | Vlag van Argentinië · Vlag van Uruguay · Vlag van Servië |
| Introduzione All'Oscuro                 | Gastón Solnicki                     | Vlag van Argentinië · Vlag van Oostenrijk                |
| ISIS, Tomorrow. The Lost Souls of Mosul | Francesca Mannocchi Alessio Romenzi | Vlag van Italië · Vlag van Duitsland                     |
| Monrovia, Indiana                       | Frederick Wiseman                   | Vlag van Verenigde Staten                                |
| Ni de lian                              | Tsai Ming-liang                     | Vlag van Taiwan                                          |
| Process                                 | Sergei Loznitsa                     | Vlag van Nederland                                       |

#### Speciale evenementen
| Film                                   | Regisseur         | Land                                                           |
| -------------------------------------- | ----------------- | -------------------------------------------------------------- |
| Il diario di angela - noi due cineasti | Yervant Gianikian | Vlag van Italië                                                |
| The Other Side of the Wind             | Orson Welles      | Vlag van Verenigde Staten · Vlag van Iran · Vlag van Frankrijk |
| They'll Love Me When I'm Dead          | Morgan Neville    | Vlag van Verenigde Staten                                      |

### Orizzonti
De volgende films werden geselecteerd voor de Orizzonti-sectie. De gearceerde films hebben de Orrizonti-prijzen gewonnen voor respectievelijk Beste film en Beste korte film.

#### Speelfilms
| Film                          | Regisseur                         | Land                                                                           |
| ----------------------------- | --------------------------------- | ------------------------------------------------------------------------------ |
| Amanda                        | Mikhaël Hers                      | Vlag van Frankrijk                                                             |
| Anons                         | Mahmut Fazil Coşkun               | Vlag van Turkije · Vlag van Bulgarije                                          |
| Charlie Says                  | Mary Harron                       | Vlag van Verenigde Staten                                                      |
| Deslembro                     | Flavia Castro                     | Vlag van Brazilië · Vlag van Frankrijk · Vlag van Qatar                        |
| Hamchenan ke mimordam         | Mostafa Sayari                    | Vlag van Iran                                                                  |
| Jinpa                         | Pema Tseden                       | Vlag van China                                                                 |
| Kraben rahu                   | Phuttiphong Aroonpheng            | Vlag van Thailand · Vlag van Frankrijk · Vlag van China                        |
| Kucumbu tubuh indahku         | Garin Nugroho                     | Vlag van Indonesië · Vlag van Australië                                        |
| L'Enkas                       | Sarah Marx                        | Vlag van Frankrijk                                                             |
| La noche de 12 años           | Álvaro Brechner                   | Vlag van Spanje · Vlag van Argentinië · Vlag van Uruguay                       |
| La profezia dell'armadillo    | Emanuele Scaringi                 | Vlag van Italië                                                                |
| Love Trilogy: Stripped        | Yaron Shani                       | Vlag van Israël · Vlag van Duitsland                                           |
| Ozen                          | Emir Baigazin                     | Vlag van Kazachstan · Vlag van Polen · Vlag van Noorwegen · Vlag van Frankrijk |
| Soni                          | Ivan Ayr                          | Vlag van India                                                                 |
| Sulla mia pelle               | Alessio Cremonini                 | Vlag van Italië                                                                |
| Tchelovek kotorij udivil vseh | Natasha Merkulova, Aleksey Chupov | Vlag van Rusland · Vlag van Estland · Vlag van Frankrijk                       |
| Tel Aviv on Fire              | Same Zoabi                        | Vlag van Luxemburg · Vlag van Frankrijk · Vlag van Israël · Vlag van België    |
| Un giorno all'improvviso      | Ciro D'Emilio                     | Vlag van Italië                                                                |
| Yom Adaatou Zouli             | Soudade Kaadan                    | Vlag van Syrië · Vlag van Libanon · Vlag van Frankrijk · Vlag van Qatar        |

#### Korte films
| Film                            | Regisseur                | Land                                            |
| ------------------------------- | ------------------------ | ----------------------------------------------- |
| All Inclusive                   | Corina Schwingruber Ilić | Vlag van Zwitserland                            |
| Gli anni                        | Sara Fgaier              | Vlag van Italië · Vlag van Frankrijk            |
| Kado                            | Aditya Ahmad             | Vlag van Indonesië                              |
| L'été et tout le reste          | Sven Bresser             | Vlag van Nederland                              |
| Leoforos Patision               | Thanasis Neofotistos     | Vlag van Griekenland                            |
| Los bastardos                   | Tomas Posse              | Vlag van Argentinië                             |
| Manila is Full of Men Named Boy | Andrew Stephen Lee       | Vlag van Filipijnen · Vlag van Verenigde Staten |
| Na li                           | Yang Zhengfan            | Vlag van China · Vlag van Frankrijk             |
| Ninfe                           | Isabella Torre           | Vlag van Italië                                 |
| Sex, strakh i gamburgery        | Eldar Shibanov           | Vlag van Kazachstan                             |
| Staircase                       | Mohsen Banihashemi       | Vlag van Iran                                   |
| Strano telo                     | Dušan Zorić              | Vlag van Servië                                 |

#### Films buiten de competitie
| Film | Regisseur                         | Land            |
| ---- | --------------------------------- | --------------- |
| Blu  | Massimo D'Anolfi, Martina Parenti | Vlag van Italië |

### Venezia Classici
De volgende films werden geselecteerd voor de Venezia Classici-sectie. De gearceerde films hebben de prijzen gewonnen voor respectievelijk Beste gerestaureerde film en Beste documentaire.

#### Gerestaureerde filmklassiekers
| Film                                | Regisseur                       | Land                                                             |
| ----------------------------------- | ------------------------------- | ---------------------------------------------------------------- |
| Adieu Philippine (1962)             | Jacques Rozier                  | Vlag van Frankrijk · Vlag van Italië                             |
| Akasen chitai (1956)                | Kenji Mizoguchi                 | Vlag van Japan                                                   |
| De opgang (1976)                    | Larisa Sjepitko                 | Vlag van Rusland                                                 |
| Death in Venice (1971)              | Luchino Visconti                | Vlag van Italië · Vlag van Frankrijk · Vlag van Verenigde Staten |
| Der Golem (1920)                    | Paul Wegener                    | Vlag van Duitsland                                               |
| El lugar sin límites (1977)         | Arturo Ripstein                 | Vlag van Mexico                                                  |
| Il posto (1962)                     | Ermanno Olmi                    | Vlag van Italië                                                  |
| Khesht va Ayeneh (1964)             | Ebrahim Golestan                | Vlag van Iran                                                    |
| Koiya koi nasuna koi (1962)         | Tomu Uchida                     | Vlag van Japan                                                   |
| L'Année dernière à Marienbad (1961) | Alain Resnais                   | Vlag van Frankrijk · Vlag van Italië                             |
| La notte di San Lorenzo (1982)      | Paolo Taviani, Vittorio Taviani | Vlag van Italië                                                  |
| Nothing Sacred (1937)               | William A. Wellman              | Vlag van Verenigde Staten                                        |
| Some Like It Hot (1959)             | Billy Wilder                    | Vlag van Verenigde Staten                                        |
| The Killers (1946)                  | Robert Siodmak                  | Vlag van Verenigde Staten                                        |
| The Killers (1964)                  | Don Siegel                      | Vlag van Verenigde Staten                                        |
| The Naked City (1948)               | Jules Dassin                    | Vlag van Verenigde Staten                                        |
| The Night Porter (1974)             | Liliana Cavani                  | Vlag van Italië                                                  |
| They Live (1988)                    | John Carpenter                  | Vlag van Verenigde Staten                                        |

#### Documentaires
| Film                                             | Regisseur                             | Land                                    |
| ------------------------------------------------ | ------------------------------------- | --------------------------------------- |
| 24/25 Il fotogramma in più                       | Giancarlo Rolandi, Federico Pontiggia | Vlag van Italië                         |
| Friedkin Uncut                                   | Francesco Zippel                      | Vlag van Italië                         |
| Humberto Mauro                                   | André Di Mauro                        | Vlag van Brazilië                       |
| Living the Light – Robby Müller                  | Claire Pijman                         | Vlag van Nederland · Vlag van Duitsland |
| Nice Girls Don't Stay For Breakfast              | Bruce Weber                           | Vlag van Verenigde Staten               |
| The Great Buster                                 | Peter Bogdanovich                     | Vlag van Verenigde Staten               |
| Women Make Film: A New Road Movie Through Cinema | Mark Cousins                          | Vlag van Verenigd Koninkrijk            |

### Sconfini
De volgende films werden geselecteerd voor de Sconfini-sectie.
| Film                            | Regisseur          | Land                      |
| ------------------------------- | ------------------ | ------------------------- |
| Blood Kin                       | Ramin Bahrani      | Vlag van Verenigde Staten |
| Il banchiere anarchico          | Giulio Base        | Vlag van Italië           |
| Il ragazzo più felice del mondo | Gipi               | Vlag van Italië           |
| Arrivederci Saigon              | Wilma Labate       | Vlag van Italië           |
| The Tree of Life                | Terrence Malick    | Vlag van Verenigde Staten |
| L'heure de la sortie            | Sébastien Marnier  | Vlag van Frankrijk        |
| Magic Lantern                   | Amir Naderi        | Vlag van Verenigde Staten |
| Camorra                         | Francesco Patierno | Vlag van Italië           |

## Prijzen
Binnen de competitie:
- Gouden Leeuw: Roma van Alfonso Cuarón
- Grote Juryprijs: The Favourite van Yorgos Lanthimos
- Zilveren Leeuw: The Sisters Brothers van Jacques Audiard
- Coppa Volpi voor beste acteur: Willem Dafoe voor At Eternity's Gate
- Coppa Volpi voor beste actrice: Olivia Colman voor The Favourite
- Speciale Juryprijs: The Nightingale van Jennifer Kent
- Premio Osella voor beste scenario: The Ballad of Buster Scruggs van Joel en Ethan Coen
- Premio Marcello Mastroianni: Baykali Ganambarr voor The Nightingale
- Eerste uitreiking van de Passion for Film award voor Editor Bob Murawski[1]